# Figueruela de Sayago
Figueruela de Sayago es una localidad española del municipio de Peñausende, en la provincia de Zamora, comunidad autónoma de Castilla y León.
Su término pertenece a la histórica y tradicional comarca de Sayago, con la que comparte sus especiales características, en especial de paisaje natural y urbano. Sus casas aún presentan la estructura y elementos tradicionales de la casa sayaguesa, con sus suelos de lanchas de piedra, la prezacasa y la cocina con chimenea de campana. El recorrido por sus calles, el paseo por entre sus cortinas y arboledas permitirán al visitante llegar a olvidar el tiempo. Junto con las localidades Peñausende y Tamame, conforma el municipio de Peñausende.

## Historia
La arqueología ha permitido conocer algunos datos de la somera romanización en la comarca de Sayago, siendo Figueruela una de las localidades en las que han aparecido hallazgos de tipo epigráfico. En cualquier caso, entre los siglos XII y XIII aparecen referencias documentales escritas de nuevos asentamientos con topónimos romances en Sayago, entre las que está en 1216 Figueruela de Sayago. Estos se deben a un proceso colmatación del espacio y a la aparición de un poblamiento que se intercala entre los ancestrales, lo que muestra un proceso colonizador del espacio, posiblemente integrado dentro del proceso repoblador emprendido por los reyes leoneses, pero que nunca se trataban de asentamientos totalmente "ex novo". Además llama la atención que se utilizan topónimos descriptivos de los árboles y arbustos del paisaje —como es el caso de Figueruela— o de como de elementos relacionados con la ganadería.
En 1833, al crearse las actuales provincias, Figueruela, aún como municipio independiente, quedó adscrito a la provincia de Zamora, dentro de la Región Leonesa, la cual, como todas las regiones españolas de la época, carecía de competencias administrativas. Un año después Figueruela fue adscrita al partido judicial de Bermillo de Sayago. Posteriormente, en torno a 1850, Figueruela perdió su condición de municipio, integrándose en el de Fresno de Sayago, del que se desgajó en 1927, volviendo a constituirse como municipio independiente.
El 5 de diciembre de 1975 el municipio de Figueruela se incorporó al de Peñausende, en el cual ha permanecido desde entonces. Además, tras la constitución de 1978, Figueruela pasó a formar parte en 1983 de la comunidad autónoma de Castilla y León, en tanto localidad adscrita a la provincia de Zamora. En 1983, tras la supresión del partido judicial de Bermillo de Sayago, Figueruela, al igual que el resto de localidades de su municipio, fue integrada en el actual partido judicial de Zamora.

## Geografía humana

### Demografía
| Gráfica de evolución demográfica de Figueruela de Sayago entre 1842 y 1970 |
| |
| Población de derecho según los censos de población del INE Población de hecho según los censos de población del INEEntre el censo de 1930 y el anterior, aparece este municipio porque se segrega del municipio 49077 (Fresno de Sayago) Entre el censo de 1857 y el anterior, este municipio desaparece porque se integra en el municipio 49077 (Fresno de Sayago) Entre el censo de 1981 y el anterior, este municipio desaparece porque se integra en el municipio 49149 (Peñausende) |

La historia reciente de Figueruela ha estado ligada a dos de sus principales localidades colindantes:
- Durante parte del siglo XIX permaneció integrada en el municipio de Fresno de Sayago, del que posteriormente se segregó, constituyéndose en municipio independiente.
- Desde comienzos de la década de los años ochenta del siglo XX, se integró en el municipio de Peñausende.

Conforme a los datos del INE, la evolución demográfica de Figueruela es la siguiente:
| Gráfica de evolución demográfica de Figueruela de Sayago (Zamora) entre 2000 y 2015      |
|                                                                                          |
| Fuente: Instituto Nacional de Estadística de España - Elaboración gráfica por Wikipedia. |

| Población de hecho   | --  | -- | -- | -- | -- | -- | -- | -- | -- | 162 | 166 | 200 | 166 | 103 | -- | -- | -- |
| Población de derecho | 120 | -- | -- | -- | -- | -- | -- | -- | -- | 173 | 165 | 191 | 164 | 114 | -- | -- | -- |
| Hogares              | 26  | -- | -- | -- | -- | -- | -- | -- | -- | 52  | 45  | 58  | 44  | 32  | -- | -- | -- |

Comentarios a los datos del INE:
- Entre el censo de 1857 y el anterior, este municipio desaparece porque se integra en el municipio de Fresno de Sayago.
- Entre el censo de 1930 y el anterior, aparece este municipio al segregarse de Fresno de Sayago.
- Entre el censo de 1981 y el anterior, este municipio desaparece porque se integra en el municipio de Peñausende.

### Transportes
Atraviesa la localidad la carretera ZA-306 que la une hacia el sur con Ledesma y enlaza en dirección norte con Tamame. La conexión con la capital municipal, se hace a través de esta carretera en dirección norte, donde a apenas un kilómetro enlaza con la carretera ZA-302 que se ha de tomar hacia el este en dirección El Cubo de Tierra del Vino. En esta localidad es donde se encuentra el acceso a la vía rápida más cercano que permite acceder a la autovía Ruta de la Plata que une Gijón con Sevilla y a la N-630, carretera nacional de igual recorrido. 
En cuanto al transporte público se refiere, tras el cierre del ferrocarril Ruta de la Plata, que pasaba por el vecino municipio de El Cubo y tenía parada en el mismo, no existen servicios de tren en el municipio ni en los vecinos, ni tampoco línea regular con servicio de autobús, siendo las estaciones más cercanas las de Zamora capital. Por otro lado el aeropuerto de Salamanca es el más cercano, estando a unos 74 km de distancia.

## Patrimonio
De las edificaciones existentes, destaca especialmente su iglesia y en especial su espadaña. Junto a esta última, se halla un viejo moral de forma y dimensiones especialmente caprichosas. 
Significativo y peculiar es el espacio ocupado por las cortinas, siempre ubicadas en los aledaños del casco urbano, y muestra de una laboriosa época de explotaciones agrícolas y ganaderas.